# Armenia ai Giochi della XXXIII Olimpiade
L'Armenia ha partecipato ai Giochi della XXXIII Olimpiade, svoltisi a Parigi dal 26 luglio all'11 agosto 2024, con una delegazione di 15 atleti, 13 uomini e 2 donne.

## Medagliere

### Per disciplina
| Sport             | Oro | Argento | Bronzo | Totale |
| ----------------- | --- | ------- | ------ | ------ |
| Lotta             | 0   | 1       | 1      | 2      |
| Ginnastica        | 0   | 1       | 0      | 1      |
| Sollevamento pesi | 0   | 1       | 0      | 1      |
| Totale            | 0   | 3       | 1      | 4      |

### Medaglie
| Medaglia | Nome               | Sport              | Evento                   |
| -------- | ------------------ | ------------------ | ------------------------ |
| Argento  | Artur Davtjan      | Ginnastica         | Volteggio maschile       |
| Argento  | Art'our Aleksanyan | Nuoto              | 100 metri dorso maschili |
| Argento  | Varazdat Lalayan   | Sollevamento pesi  | +102 kg maschile         |
| Bronzo   | Malkhas Amoyan     | Lotta greco-romana | 77 kg                    |

## Delegazione
| Sport             | Uomini | Donne | Totale |
| ----------------- | ------ | ----- | ------ |
| Atletica leggera  | 1      | 0     | 1      |
| Ginnastica        | 2      | 0     | 2      |
| Lotta             | 5      | 0     | 5      |
| Nuoto             | 1      | 1     | 2      |
| Pugilato          | 1      | 0     | 1      |
| Sollevamento pesi | 3      | 0     | 3      |
| Tiro              | 0      | 1     | 1      |
| Totale            | 13     | 2     | 15     |

## Risultati

### Atletica leggera
| Q | Qualificato al turno successivo per la posizione in qualificazione                                                           |
| q | Qualificato per il turno successivo per ripescaggio o, negli eventi su campo, conquistando la misura minima per qualificarsi |

Maschile
Eventi su pista e strada
| Atleta            | Evento      | Batteria  | Batteria  | Ripescaggio | Ripescaggio | Semifinale      | Semifinale      | Finale          | Finale          |
| Atleta            | Evento      | Risultato | Posizione | Risultato   | Posizione   | Risultato       | Posizione       | Risultato       | Posizione       |
| ----------------- | ----------- | --------- | --------- | ----------- | ----------- | --------------- | --------------- | --------------- | --------------- |
| Yervand Mkrtchyan | 800 m piani | 1'49"91 R | 9º        | 1'50"07     | 8º          | non qualificato | non qualificato | non qualificato | non qualificato |

### Ginnastica

#### Ginnastica artistica
Maschile
Individuale
Anelli
| Atleta         | Evento | Qualificazione | Qualificazione | Finale    | Finale    |
| Atleta         | Evento | Punteggio      | Posizione      | Punteggio | Posizione |
| -------------- | ------ | -------------- | -------------- | --------- | --------- |
| Vahagn Davtjan | Anelli | 14.733         | 7º Q           | 14.866    | 6º        |

Volteggio
| Atleta        | Evento    | Qualificazione | Qualificazione | Finale    | Finale    |
| Atleta        | Evento    | Punteggio      | Posizione      | Punteggio | Posizione |
| ------------- | --------- | -------------- | -------------- | --------- | --------- |
| Artur Davtjan | Volteggio | 14.666         | 7º Q           | 14.966    | Argento   |

### Lotta

#### Libera
Maschile
| Atleta            | Evento         | Ottavi                          | Quarti                         | Semifinali           | Ripescaggio          | Finale/ Finale per il bronzo | Pos. |
| Atleta            | Evento         | Avversario Risultato            | Avversario Risultato           | Avversario Risultato | Avversario Risultato | Avversario Risultato         | Pos. |
| ----------------- | -------------- | ------------------------------- | ------------------------------ | -------------------- | -------------------- | ---------------------------- | ---- |
| Arsen Harutyunyan | 57 kg maschile | R. Bravo-Young (MEX) V (13-3)   | G. Abdullaev (UZB) P (5-12)    | non qualificato      | non qualificato      | non qualificato              | 7º   |
| Vazgen Tevanyan   | 65 kg maschile | G. Dzebisashvili (GEO) V (11-0) | Tömör-Ochiryn T. (MGL) P (5-7) | non qualificato      | non qualificato      | non qualificato              | 7º   |

#### Greco-romana
Maschile
| Atleta             | Evento         | Ottavi                     | Quarti                        | Semifinali                 | Ripescaggio          | Finale/ Finale per il bronzo | Pos.    |
| Atleta             | Evento         | Avversario Risultato       | Avversario Risultato          | Avversario Risultato       | Avversario Risultato | Avversario Risultato         | Pos.    |
| ------------------ | -------------- | -------------------------- | ----------------------------- | -------------------------- | -------------------- | ---------------------------- | ------- |
| Slavik Galstyan    | 67 kg maschile | A. Montaño (ECU) V (3-2)   | M. Sylla (FRA) V (3-2)        | S. Esmaeili (IRI) P (4-10) | Bye                  | L. Orta (CUB) P (4-10)       | 5º      |
| Malkhas Amoyan     | 77 kg maschile | J. Sarkkinen (FIN) V (3-2) | A. Kavianinejad (IRI) V (3-0) | N. Kusaka (JPN) P (1-3)    | Bye                  | A. Vardanyan (UZB) V (6-5)   | Bronzo  |
| Art'our Aleksanyan | 97 kg maschile | Kim S-j. (KOR) V (9-0)     | R. Assakalov (UZB) V (9-5)    | G. Rosillo (CUB) V (5-3)   | Bye                  | M.H. Saravi (IRI) P (1-4)    | Argento |

### Nuoto
Maschile
| Atleta           | Evento             | Batterie | Batterie  | Semifinali      | Semifinali      | Finale          | Finale          |
| Atleta           | Evento             | Tempo    | Posizione | Tempo           | Posizione       | Tempo           | Posizione       |
| ---------------- | ------------------ | -------- | --------- | --------------- | --------------- | --------------- | --------------- |
| Artur Barseghyan | 100 m stile libero | 51"54    | 56º       | non qualificato | non qualificato | non qualificato | non qualificato |

Femminile
| Atleta               | Evento         | Batterie | Batterie  | Semifinali      | Semifinali      | Finale          | Finale          |
| Atleta               | Evento         | Tempo    | Posizione | Tempo           | Posizione       | Tempo           | Posizione       |
| -------------------- | -------------- | -------- | --------- | --------------- | --------------- | --------------- | --------------- |
| Varsenik Manucharyan | 100 m farfalla | 1'01"24  | 26ª       | non qualificato | non qualificato | non qualificato | non qualificato |

### Pugilato
Maschile
| Atleta         | Evento            | Ottavi di finale      | Quarti di finale        | Semifinali           | Finale               | Pos.            |                 |
| Atleta         | Evento            | Avversario Risultato  | Avversario Risultato    | Avversario Risultato | Avversario Risultato | Pos.            |                 |
| -------------- | ----------------- | --------------------- | ----------------------- | -------------------- | -------------------- | --------------- | --------------- |
| Davit Chaloyan | Pesi supermassimi | D. Orie (GBR) V (3-2) | A. Ghadfa (ESP) L (0-5) | non qualificato      | non qualificato      | non qualificato | non qualificato |

### Sollevamento pesi
Maschile
| Atleta              | Evento  | Strappo   | Strappo    | Slancio   | Slancio    | Totale | Classifica |
| Atleta              | Evento  | Risultato | Classifica | Risultato | Classifica | Totale | Classifica |
| ------------------- | ------- | --------- | ---------- | --------- | ---------- | ------ | ---------- |
| Andranik Karapetyan | -89 kg  | 170 kg    | 5º         | 200 kg    | 7º         | 370 kg | 7º         |
| Garik Karapetyan    | -102 kg | 186 kg    | 2º         | 212 kg    | 5º         | 398 kg | 4º         |
| Varazdat Lalayan    | +102 kg | 215 kg    | 3º         | 252 kg    | 2º         | 467 kg | Argento    |

### Tiro a segno/volo
Femminile
| Atleta            | Evento                      | Qualificazione | Qualificazione | Finale          | Finale          |
| Atleta            | Evento                      | Punteggio      | Classifica     | Punteggio       | Classifica      |
| ----------------- | --------------------------- | -------------- | -------------- | --------------- | --------------- |
| Elmira Karapetyan | Pistola 10 m aria compressa | 576            | 9ª             | non qualificata | non qualificata |